# Leptodeira uribei
Leptodeira uribei là một loài rắn trong họ Rắn nước. Loài này được Bautista & Smith miêu tả khoa học đầu tiên năm 1992.